# Mycetophila temucoensis
Mycetophila temucoensis är en tvåvingeart som beskrevs av Duret 1986. Mycetophila temucoensis ingår i släktet Mycetophila och familjen svampmyggor. Inga underarter finns listade i Catalogue of Life.